# SPG-9

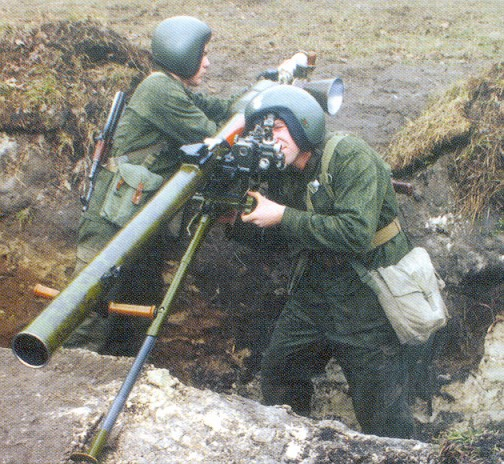
Un SPG-9 de l'armée polonaise chargé

Le SPG-9 Kopye est un canon sans recul antichar soviétique de calibre 73 mm mis en service à partir de 1962. Portable aux épaules de deux personnes, il est muni d'un trépied et tire des munitions stabilisées à propulsion additionnelle explosives de divers types, dont celles du BMP-1.
Le SPG-9 est lourd, environ 60 kilogrammes, et pour cette raison normalement transporté par véhicule puis mis en place par ses deux membres d'équipage. Il peut être déployé en une minute environ.
Le projectile est projeté hors du canon par une petite charge qui lui confère une vitesse à la bouche comprise entre 250 et 400 m/s. Elle lui impulse aussi une rotation grâce à une série de trous percés le long du tube. Lorsqu'il a volé environ vingt mètres la charge additionnelle se déclenche. Pour la roquette de type PG-9, elle permet d'atteindre une vitesse allant jusqu'à 700 m/s avant que la propulsion ne cesse.
Cette arme est en service dans un grand nombre de forces armées, avec divers types de munitions (parfois produites localement), pour la plupart des variantes ou adaptations des roquettes PG-9 HEAT et OG-9 FRAG-HE soviétiques.
Une version utilisée par les troupes aéroportées comporte des roues démontables semblables à celles du SPG-9D.

## Caractéristiques
- Calibre : 73 mm[1]
- Masse : 47,5 kg (59,5 kg avec le trépied)[1]
- Longueur : 2 110 mm[1]
- Hauteur : 800 mm[1]
- Largeur : 990 mm (en tenant compte du débattement de l'arme)[1]
- Élévation : de - 3 à + 7 degrés maximum[1]
- Débattement latéral : 30 degrés au total (soit 15° de part et d'autre de l'axe)[1]
- Culasse : ouverture arrière[1]
- Cadence de tir : 6 coups par minute[1]
- Mise en batterie : 1 minute[1]
- Accessoires de visée : optique de jour PGO-9 (grossissement 4x) ; PGN-9 IR et, parfois, dispositif de vision nocturne passif

## Projectiles
| Round   | Projectile | Type                    | Poids   | Fusée        | Longueur | Explosif                                   | Vitesse à la bouche | Portée effective | Portée maximale | Pénétration                                      | Notes                        |
| ------- | ---------- | ----------------------- | ------- | ------------ | -------- | ------------------------------------------ | ------------------- | ---------------- | --------------- | ------------------------------------------------ | ---------------------------- |
| PG-9    | PG-9V      | Explosif - HEAT-FS      | 4,39 kg | VP-9         | 920 mm   | 0,322 kg d'hexogène                        | 435 m/s             | 800 m            | 1 300 m         | 300 mm                                           | -                            |
| PG-9N   |            | Explosif - HEAT-FS      |         | VP-9         | 920 mm   | 0,340 kg                                   | 435 m/s             | 800 m            | 1 300 m         | 400 mm                                           | -                            |
| PG-9VS  |            | Explosif - HEAT-FS      | 4,4 kg  | ?            | 920 mm   | ?                                          |                     | 1 300 m          | ?               | 400 mm                                           | -                            |
| PG-9VNT | PG-9NT     | Explosif - HEAT-FS      | 3,2 kg  | ?            | 920 mm   | ?                                          | 400 m/s             | 700 m            | 1 200 m         | 550 mm ou 400 mm si présence de blindage réactif | 2 têtes explosives en tandem |
| OG-9V   | OG-9       | Fragmentation - FRAG-HE | 5,35 kg | GO-2 ou O-4M | 1 062 mm | 0,735 kg de TNT                            | 316 m/s             | -                | -               | n/a                                              | Enveloppe en fonte           |
| OG-9VM  | OG-9M      | Fragmentation - FRAG-HE | 5,35 kg | GO-2 ou O-4M | 1 062 mm | 0,655 kg de TD-50 (TNT/dinitronaphthalene) | 316 m/s             | -                | -               | n/a                                              | -                            |
| OG-9VM1 | OG-9V      | Fragmentation - FRAG-HE | 5,35 kg | GO-2 ou O-4M | 1 062 mm | ?                                          | 316 m/s             | -                | 4 500 m         | n/a                                              | -                            |
| OG-9BG  | OG-9G      | Fragmentation - FRAG-HE | 6,9 kg  | O-4M         | ?        | ?                                          | 250 m/s             | -                | 4 000 m         | n/a                                              | fabrication bulgare          |
| OG-9BG1 | OG-9G1     | Fragmentation - FRAG-HE | ?       | O-4M         | ?        | ?                                          | ?                   | -                | 6 500 m         | n/a                                              | fabrication bulgare          |

## Versions
- Arménie
- Bulgarie : SPG-9DNM
- Iran : SPG-9
- Roumanie : AG-9

## Pays utilisateurs
Pays de l'ex-Pacte de Varsovie, Liban, Algérie, Maroc, ainsi que de nombreux pays d'Afrique et d'Asie.